# Верхмень
Верхмень (біл. вёска Верхмень) — село в складі Смолевицького району Мінської області, Білорусь. Село підпорядковане Курганській сільській раді, розташоване в центральній частині області.